# 소광
소광(消光, extinction) 또는 감광(減光)이란 천문학에서 전자기파를 방출하는 천체와 관측자 사이에 존재하는 물질(티끌이나 기체 등)에 의해 그 전자기파가 흡수 또는 산란되는 것을 이르는 용어이다.
성간 소광은 1930년 로버트 트럼플러(Robert Julius Trumpler)에 의해 처음 문서화되었다. 그러나 소광의 효과들은 1847년 프리드리히 폰 슈트루베에 의해 밝혀졌으며 항성의 색들의 효과는 수많은 사람들에 의해 관찰되었다.
우리가 밤하늘을 여러 방향에서 볼 때 우리는 별들이 분포된 곳 안에서 ""구멍"을 볼 수 있다. 이 구멍들은 별들이 없는 곳에 간격들이 아니고 이것이 바로 성간먼지구름이다. 먼지는 두꺼운 구름 안에서 올 필요는 없으며 공간들을 통해서 퍼지곤 한다. 먼지가 빛에 무슨 작용을 하는지 알아보자면, 먼지는 빛을 흡수한다. 먼지는 빛을 빨갛게 보이게 만든다. 먼지는 또한 빛을 산란한다. 소광(The extinction)은 먼지 때문이지만 먼지라고 모두 같은 효과를 낳진 않는다. 작은 파장의 먼지일 수록 큰 소광효과를 낳는다. 파란빛은 빨간빛보다 더 크게 영향을 주며 따라서 별들은 먼지 뒤에서 실제보다 더 빨갛게 보인다. 이 현상을 성간적화(interstellar reddening or space reddening)라고 부른다. 우리가 B-V의 색지수를 구하면 우리는 실제 색지수((B-V)0 )보다 더 빨간빛을 구하게 될것이다. 우리는 적화를 이렇게 정의한다.
E(B-V) = (B-V) - (B-V)0
만약 더 많은 소광효과가 있다면 더 많은 적화가 일어날 것이다. 소광효과와 적화와의 관계식도 있다.
AV=3.2E(B-V)
소광효과는 먼지 구름의, 빛의 흡수만으로 일어나지 않는다 산란효과도 소광효과에 영향을 준다. 그래서 우리는 검은 먼지구름뿐 아니라 산란되고 반사된 운하들의 푸른 빛을 볼 수 있는 것이다.